# Gallerkrigene
Gallerkrigene var en serie af felttog og sammenstød, der blev udkæmpet i årene mellem 58 f.Kr. og 50 f.Kr. mellem den Romerske Republik og befolkningen i Gallien (det nuværende Frakrig, Belgien, Tyskland og Schweiz). 
De romerske styrker blev anført og ledet af Julius Cæsar, som i 58 f.Kr. var blevet udpeget guvernør over de romerske provinser i Gallien (Gallia Transalpina og Gallia Cisalpina) samt Illyricum. Omvendt kæmpede galliske, germanske og keltiske stammer for at forsvare deres hjemlande mod de romersk felttog. Krigene kulminerede i det afgørende slag ved Alesia i år 52 f.Kr., der resulterede i en komplet romersk sejr og den Romerske Republiks erobring af hele Gallien. Selvom de samlede galliske hære var lige så stærke som de romerske styrker, afstedkom de galliske stammeres interne splittelse, at det var lettere for Cæsar at overvinde dem. Den galliske høvding Vercingetorix' forsøgte mod slutningen af Gallerkrigene at forene gallerne under ét banner. Cæsar fremstillede invasionen som en forebyggende og defensiv handling, men historikere er enige om, at han primært førte krigene for at fremme sin politiske karriere og for at tilbagebetale sin gæld. Således bekrigede Cæsar flere gange galliske stammer, som ikke udgjorde nogen trussel mod romerske interesser. Gallien havde dog stor militær betydning for romerne. Indfødte stammer i regionen – både galliske og germanske – havde angrebet Rom flere gange. Erobringen af Gallien tillod Rom at sikre den naturlige grænse ved floden Rhinen.
Gallerkrigene kan groft set inddeles i tre faser: Romersk indblanding i interne galliske konflikter (58 f.Kr. – 57 f.Kr.); forfølgelser af anti-romerske styrker (56 f.Kr. – 55 f.Kr.); og konsolideringsfasen (54 f.Kr. – 51 f.Kr.), hvor romerne bekæmpede flere galliske oprør.
Krigene begyndte i 58 f.Kr. med en konflikt over Helvetiernes folkevandring, hvilket indblandede nabostammer og den germanske Suebi-stamme. Allerede i 57 f.Kr. havde Cæsar besluttet sig for at erobre hele Gallien. Han førte felttog mod øst, hvor Nervierne næsten besejrede ham. I 56 f.Kr. besejrede Cæsar Veneti-folket i et søslag og indtog størstedelen af det nordvestlige Gallien. I 55 f.Kr. forsøgte Cæsar at styrke sit offentlige image. Han foretog de første ekspeditioner nogensinde over Rhinen og Den Engelske Kanal.  Ved sin tilbagevenden fra Britannien blev Cæsar hyldet som en helt i Rom, selvom han ikke havde opnået andet end at lande, da hans hær var for lille. Det efterfølgende år vendte han tilbage med en reel hær og erobrede store dele af Britannien. Stammer gjorde oprør på kontinentet, og romerne led et ydmygende nederlag. I 53 f.Kr. blev der udkæmpet en brutal pacificeringskampagne, der dog mislykkedes. Herefter indledte Vercingetorix et oprør i 52 f.Kr. Galliske styrker vandt en bemærkelsesværdig sejr i forbindelse med slaget ved Gergovia, men romernes uovervindelige belejringsarbejder ved slaget ved Alesia knuste den galliske alliance.
I 51 og 50 f.Kr. var modstanden begrænset, og Cæsars tropper koncentrerede sig primært om mindre rydningsaktioner. Gallien var erobret, men området blev først en romersk provins i 27 f.Kr., og sporadisk modstand fortsatte helt frem til år 70 e.Kr. Krigen har ikke én præcis slutdato, men den forestående romerske borgerkrig ledte til en tilbagetrækning af Cæsars tropper i 50 f.Kr. Cæsars store successer i krigen gjorde ham både rig og gav ham et legendarisk ry. Gallerkrigene var en afgørende faktor for, at Cæsar kunne vinde den efterfølgende borgerkrig og udråbe sig selv til diktator, hvilket i sidste ende kulminerede i den Romerske Republiks fald og etableringen af det Romerske Kejserrige.
Gallerkrigene er beskrevet i Julius Cæsars berømte erindringer om krigene, Commentarii de Bello Gallico. Dette værk er i dag den primære kilde til den information, som vi har om konflikten. Moderne historikere anser dog i dag værket som dygtig propaganda, der havde til formål at styrke Cæsars image. Derfor er historikere i dag kritiske overfor nøjagtigheden af værker, ligesom det vurderes, at værket har en tilbøjelig til at overdrive. Eksempelvis fremsætter Cæsar usandsynlige påstande om antallet af dræbte gallere (over en million), mens han samtidig hævder næsten ingen romerske tab. Moderne historikere mener, at de galliske styrker var langt mindre, end romerne påstod, og at romerne led betydelige tab. Uanset nøjagtigheden af Commentarii de Bello Gallico, var felttoget stadig ekstremt brutalt. Et utal af gallere blev dræbt, gjort til slaver eller lemlæstet, herunder et stort antal civile.

## Baggrund

### Sociopolitisk
De galliske stammer var civiliserede og velhavende og udgjorde det, arkæologer kalder La Tène-kulturen. De fleste havde kontakt med romerske handelsfolk, og nogle – såsom æduerne – der var styret af republikker, havde tidligere haft stabile politiske alliancer med Rom. I løbet af det første århundrede f.Kr. blev dele af Gallien urbaniseret, hvilket koncentrerede rigdom og befolkningscentre, hvilket (utilsigtet) gjorde det lettere for romerne at erobre området. Selvom romerne betragtede gallerne som barbarer, lignede deres byer dem, der fandtes ved Middelhavet. Gallerne prægede mønter og handlede vidt og bredt med Rom, idet de forsynede romerne med jern, korn og mange slaver. Modsat akkumulerede gallerne stor rigdom og udviklede en smag for romersk vin. Den samtidige forfatter Diodor forklarer, at en del af opfattelsen af gallisk barbari skyldtes, at de drak deres vin ufortyndet, i modsætning til de (angiveligt) civiliserede romere, der først fortyndede deres vin med vand. Romerne indså dog, at gallerne var en stærk militær magt, og betragtede nogle af de mest "barbariske" stammer som de mest frygtindgydende krigere, da de angiveligt ikke var blevet fordærvet af romerske luksusvarer.

### Militær
Gallerne og romerne kæmpede på vidt forskellige måder. Den romerske hær var ekstremt disciplineret, permanent mobiliseret mellem konflikter, og bestod hovedsageligt af tungt infanteri. Auxilia ("hjælpetropper") blev rekrutteret blandt romernes mindre disciplinerede allierede, herunder fra 58 f.Kr. og frem også blandt nogle allierede galliske stammer. Gallerne var i modsætning hertil en uregelmæssig og mindre disciplineret styrke. Ligesom romerne forsynede de enkelte galliske krigere sig selv med udstyr – en praksis der vedblev ind i det tidlige Romerske Kejserrige. Velhavende krigere havde naturligvis bedre udstyr.
I modsætning til romerne var gallerne en decideret krigerkultur. De værdsatte tapperhed og individuelt mod, og hyppige plyndringer af nabostammer holdt deres kampfærdigheder skarpe. Sammenlignet med romerne kæmpede gallerne med længere sværd og havde et langt bedre kavaleri. Gallerne var generelt højere end romerne (hvilket tilsyneladende pinte romerne), og kombineret med de længere sværd gav det dem en rækkeviddefordel i kamp. Begge sider benyttede bueskytter og slyngekastere. Der vides lidt om gallernes krigsstrategi, ligesom effektiviteten af deres bueskytter og slyngekastere er ukendt. De sparsomme kilder indikerer, at strategien varierede mellem stammerne, men at åbne slag – for at demonstrere tapperhed – var almindelige. Ikke alle stammer udfordrede dog romerne direkte, da Romerriget var en frygtindgydende fjende. Gallerne benyttede ofte nedbrydende krigsførelse mod romerne. Selvom gallerne kæmpede med langt mere panache (f.eks. i udsmykket rustning eller endda nøgne), gav romernes overlegne disciplin og formationer dem en generel fordel i mand mod mand kamp.
Gallerkrigene cementerede den romerske hærs skifte fra at bruge manipler til kohorter. Maniplen, der først blev beskrevet af Polybius som en administrativ enhed brugt i et slag i 206 f.Kr., var blevet en taktisk enhed omkring år 130 f.Kr. Men maniplen – der typisk var en fjerdedel af størrelsen på en kohorte – havde vist sig at være for lille og ineffektiv. Kohorten var derimod en effektiv modsvar til galliske og germanske taktikker. Systemet skabte variation i rækkerne ved at kombinere mænd fra forskellige social-økonomiske niveauer. I modsætning til manipel-systemet kæmpede rige og fattige nu side om side i en ensartet enhed, hvilket øgede den generelle moral betydeligt ved at fjerne bitterhed. En kohorte bestod af 480 mænd. Ti kohorter kombineret med en lille kavalerienhed, ingeniører og officerer udgjorde en legion – i alt omkring 5.000 mand.
Den romerske hærs praksis omkring bagagetroppen viste sig utilstrækkelig på visse tidspunkter under krigene. Ifølge den gængse praksis blandt romerske generaler, helt tilbage til Scipio Aemilianus, skulle hver legionær selv bære en væsentlig del af sit eget udstyr, herunder våben og rationer nok til at klare sig uafhængigt af bagagetroppen i et par dage. Dette reducerede markant størrelsen på bagagetroppen og gjorde det muligt for en legion at marchere langt foran bagagetroppen. Alligevel havde en legion typisk omkring tusind lastdyr med til at fragte telte, belejringsudstyr, reservemad, forsyninger til lejrgravning, dokumenter, personlige ejendele og alle andre genstande, som en stor hær havde brug for. Under marchen strakte en gennemsnitlig legion med bagagetrop sig over cirka 4 kilometer. Et så stort antal dyr krævede også store mængder græsning eller foder, hvilket begrænsede felttogene til tider med græs eller tilstrækkelige forsyninger. De logistiske udfordringer ved bagagetroppen tvang romerne i knæ mange gange under krigene.
Romerne nærede både respekt og frygt for de galliske stammer. I år 390 f.Kr. havde gallerne plyndret Rom, hvilket affødte romerne en dyb frygt for barbariske erobringer – en frygt de aldrig glemte. I år 121 f.Kr. erobrede Rom en gruppe galliske stammer i syd og etablerede provinsen Gallia Transalpina på de erobrede landområder. Kun 50 år før Gallerkrigene – i år 109 f.Kr. – var Italien blevet invaderet fra nord. Det var Gajus Marius (onkel og faderfigur til Julius Cæsar), der efter flere blodige og kostbare slag reddede landet. Omkring år 63 f.Kr. lukkede romerne øjnene for en sammensværgelse mellem en romersk klientstat – arvernerne – og de galliske sequanere og de germanske svebere øst for Rhinen. Sammensværgelsen gik ud på at angribe de galliske hæduere, som var en stærk romersk allieret. Sequanerne og arvernerne havde besejret hæduerne i år 63 f.Kr. i Slaget ved Magetobriga.

### Julius Cæsar
Den ambitiøse politiker og general Julius Cæsar blev øverstbefalende og drivkraft bag krigen. Som følge af de finansielle byrder, der var forbundet med at have været konsul (det højeste magistrat i den Romerske Republik) i år 59 f.Kr., havde Cæsar pådraget sig betydelige gæld. For at styrke Roms position blandt gallerne havde han betalt en stor sum penge til Ariovistus – konge af sveberne – for at cementere en alliance. Gennem sin indflydelse som del af det Første Triumvirat (den politiske alliance bestående af Marcus Licinius Crassus, Pompejus og ham selv) under sit konsulat, havde Cæsar sikret sig posten som prokonsul (guvernør) for to romerske provinser – Gallia Cisalpina og Illyricum – i forbindelse med vedtagelsen af Lex Vatinia. Da guvernøren for Gallia Transalpina, Metellus Celer, pludselig døde, blev provinsen også overdraget til Cæsar på opfordring fra Pompejus og Cæsars svigerfar, Lucius Calpurnius Piso Caesoninus. I loven, der gav Cæsar kommandoen over provinserne, fik Cæsar en embedsperiode på fem år som prokonsul. Dette var længere end den traditionelle ét-årige periode, som konsuler fik, hvilket gjorde det muligt for ham at engagere sig i en militær kampagne uden frygt for at blive udskiftet.
Cæsar havde oprindeligt fået tildelt kommandoen over fire erfarne legioner: Legio VII, Legio VIII, Legio IX Hispana og Legio X. Da Cæsar tidligere havde været guvernør i Hispania Ulterior i år 61 f.Kr. og havde kæmpet succesfuldt med dem mod lusitanerne, kendte han personligt de fleste – måske endda alle – af disse legioner. Han havde også juridisk ret til at værge yderligere legioner og auxilia ("hjælpetropper"), som han ønskede. Tildelingen af disse provinser – der bl.a. omfatter meget af det, som i dag udgør Norditalien – var gavnlig for hans ambitioner: Po-dalen og de tilstødende regioner havde et stort antal romerske borgere, som man kunne lokke til at melde sig til legionærtjeneste.
Cæsars ambition var at erobre og plyndre nogle områder for at kunne tilbagebetale sin gæld. Det er muligt, at Gallien ikke var hans oprindelige mål; han kan i stedet have planlagt et felttog mod Dakerriget på Balkan. Men en masseudvandring af galliske stammer i 58 f.Kr. gav en belejlig casus belli (en grund til krig), og Cæsar forberedte sig herefter på krig.

## Forløb

### Krigens begyndelse – felttoget mod helvetierne
Helvetierne var en konføderation af omkring fem beslægtede galliske stammer, der boede på det schweiziske plateau – klemt inde mellem bjergene og floderne Rhinen og Rhône. De var kommet under stigende pres fra germanske stammer mod nord og øst og begyndte at planlægge en migration omkring år 61 f.Kr. De havde til hensigt at rejse tværs gennem Gallien til Saintonge-regionen i det moderne Frankrig; en rute der ville have ført dem rundt om Alperne og gennem hæduermes land (en romersk allieret) og ind i den romerske provins det Transalpine Gallien.
Rygterne om migrationen spred sig hurtigt, og nabostammer blev bekymrede. Rom sendte ambassadører til flere stammer for at overbevise dem om ikke at slutte sig til helvetierne. I Rom voksede bekymringen for, at de germanske stammer ville besætte de områder, som helvetierne forlod. Romerne foretrak hellere gallere end germanske stammer som naboer. Både konsulen i år 60 f.Kr. (Metellus) og konsulen i år 59 f.Kr. (Cæsar) ønskede at lede et felttog mod gallerne, selvom ingen af dem på daværende tidspunkt havde en casus belli (en retfærdig grund til krig)..
Den 28. marts 58 f.Kr. indledte helvetierne deres folkevandring. De tog hele deres befolkning og husdyr med sig, og for at sikre at migrationen var permanent, brændte de deres landsbyer og forrådslagre ned. Da de nåede frem til det Transalpinske Gallien – hvor Julius Cæsar var guvernør – bad de om tilladelse til at krydse romersk territorium. Cæsar overvejede anmodningen, men afviste den i sidste ende. Herefter drejede gallerne mod nord og undgik fuldstændigt romersk land. Truslen mod Rom syntes at være ovre, men Cæsar førte alligevel sin hær over grænsen og angreb helvetierne uprovokeret. I henhold til historikeren Kate Gilliver indledte Cæsar dermed "en aggressiv ekspansionskrig drevet af en general, der ønskede at fremme sin karriere".
Cæsars tøvede ikke med hensyn til gallerens anmodning om at komme ind i romerske territorium – det var snarere udtryk for taktisk tidsudtræk. Han befandt sig nemlig i Rom, da nyheden om migrationen nåede ham. Han skyndte sig herefter til det Transalpinsk Gallien, mens han undervejs mobiliserede to legioner og nogle auxilia ("hjælpetropper"). Han overbragte sit afslag til gallerne og vendte straks tilbage til Italien for at samle de legioner, som han havde rekrutteret på sin tidligere rejse, samt tre veteranlegioner. Cæsar rådede nu over mellem 24.000 og 30.000 legionærer samt et antal auxillia, hvoraf mange af disse selv var gallere. Han marcherede nordpå til floden Saône, hvor han indhentede helvetierne, som var i færd med at krydse floden. Omkring tre fjerdedele var kommet over; dem, der ikke var, nedkæmpede han brutalt. Derefter krydsede Cæsar selv floden på én dag ved hjælp af en pontonbro. Han fulgte efter helvetierne, men undlod at indlede kamp og ventede i stedet på de ideelle forhold. Gallerne forsøgte at forhandle, men Cæsars betingelser var drakoniske (sandsynligvis med vilje, da Cæsar muligvis brugte det som endnu en forsinkelsestaktik). Den 20. juni begyndte forsyningerne at ebbe ud for Cæsar, hvilket tvang ham til at bevæge sig mod allieret territorium i Bibracte. Mens hans hær let havde krydset Saône, var forsyningskolonnen stadig ikke kommet over. Helvetierne kunne nu omgå romerne og havde tid til at hente forstærkning fra boierne og tulingierne. De udnyttede dette øjeblik til at angribe Cæsars bagtrop.

### Slaget ved Bibracte
Under det efterfølgende slag ved Bibracte kæmpede gallerne og romerne det meste af dagen. Efter en hårdt udkæmpet kamp sejrede romerne i sidste ende. Cæsar havde placeret sine legioner på en skråning, hvilket gav gallerne en ulempe, da de skulle kæmpe op ad bakke. Helvetierne indledte slaget med en finte, der havde til hensigt at snyde romerne, men denne finte blev afvist. Boierne og tulingierne overmandede herefter romerne og angreb deres højre flanke. På dette tidspunkt var romerne omringet. En heftig kamp brød herefter ud. Mændene i legionens bagerste række fik ordre til at vende sig om. De kæmpede derved nu på to fronter, hvilket historikeren Gilliver beskriver som en fremragende taktisk beslutning. Til sidst blev helvetierne nedkæmpet og flygtede. Romerne forfulgte herefter boiere og tulingier – som nu var i mindretal – tilbage til deres lejre, hvor de dræbte både krigere, kvinder og børn.
Cæsars hær hvilede i tre dage for at tage sig af de sårede. Derefter satte de efter helvetierne, som overgav sig. Cæsar beordrede dem tilbage til deres oprindelige landområder for at fungere som en bufferzone mellem Rom og de endnu mere frygtede germanske stammer. I den erobrede helvetiske lejr hævdede Cæsar, at man fandt en folketælling skrevet på græsk, som blev undersøgt. I henhold til denne folketælling var der i alt 368.000 helvetiere, heraf 92.000 kampdygtige mænd – ud af i alt 368.000 helvetiere. Ud af disse der vendte kun 110.000 overlevende tilbage. Moderne historikere mener imidlertid, at det samlede antal helvetiere sandsynligvis lå mellem 20.000 og 50.000, og at det høje tal derfor var overdrevet af Cæsar og tjente propagandamæssige formål.
Bibracte – der dengang var handelscentrum for de galliske hæduere – ville igen spille en afgørende rolle under det galliske oprør i 52 f.Kr. Vercingetorix mødtes selv med andre galliske ledere her for at planlægge oprøret mod Cæsar og romerne. Efter Vercingetorix' nederlag blev Bibracte langsomt forladt til fordel for andre, mere blomstrende bosættelser i nærheden.

### Kampagnen mod sveberne
Cæsar vendte derefter sin opmærksomhed mod de germanske svebere, som han også ønskede at erobre. Senatet havde erklæret Ariovistus, konge af sveberne, for en "ven og allierede af det romerske folk" i 59 f.Kr., så Cæsar havde brug for en overbevisende casus belli for at forråde sveberne. Han fandt sin undskyldning efter sejren over helvetierne. En gruppe galliske stammer lykønskede ham og ønskede at mødes til en forsamling i håb om at udnytte romerne mod andre galler. Diviciacus, lederen af hæduernes regering og talsmand for den galliske delegation, udtrykte bekymring over Ariovistus' erobringer og for de gidsler, som han havde taget. Ikke alene havde Cæsar et ansvar for at beskytte hæduernes langvarige loyalitet, men dette forslag udgjorde også en mulighed for at udvide Roms grænser, styrke loyaliteten inden for Cæsars hær og etablere ham som kommandør for Roms tropper i udlandet. Med angrebet fra haruderne (en tilsyneladende allieret af sveberne) på hæduerne og rapporten om, at hundrede sveber-klaner forsøgte at krydse Rhinen til Gallien, havde Cæsar den undskyldning, som han havde brug for til at føre krig mod Ariovistus i 58 f.Kr.   
Cæsar lærte, at Ariovistus havde til hensigt at indtage Vesontio – den største sequaniske by – og marcherede mod den og ankom før Ariovistus. Ariovistus sendte udsendinge til Cæsar og anmodede om et møde. De mødtes herefter under en våbenhvile på en bakke uden for byen. Våbenhvilen blev brudt, da germanske ryttere nærmede sig bakken og kastede sten efter Cæsars eskorte. To dage senere anmodede Ariovistus om et nyt møde. Tøvende med at sende højtstående embedsmænd, sendte Cæsar Valerius Procillus (sin betroede ven) og Caius Mettius (en købmand, der med succes havde handlet med Ariovistus). Ariovistus kastede efterfølgende denne udsending i lænker. Ariovistus marcherede i to dage og slog lejr godt 3 km bag Cæsar, og afskar dermed hans kommunikations- og forsyningslinjer til de allierede stammer. Uden at kunne lokke Ariovistus til kamp beordrede Cæsar en anden mindre lejr bygget nær Ariovistus' position.
Næste morgen samlede Cæsar sine allierede tropper foran den anden lejr og rykkede sine legioner frem mod Ariovistus. Hver af Cæsars fem legater og hans kvæstor fik kommandoen over en legion. Cæsar stillede sig op på højre flanke. Ariovistus modsvar var at opstille sine syv stammeformationer op. Cæsar sejrede i det efterfølgende slag, hovedsageligt takket være et angreb ledet af Publius Crassus, søn af Marcus Crassus. Da de germanske stammer begyndte at trække den romerske venstre flanke tilbage, førte Crassus sit kavaleri i et angreb for at genoprette balancen og beordrede kohorterne fra den tredje linje frem. Som et resultat heraf brød hele den germanske linje sammen og begyndte at flygte. Cæsar hævdede, at de fleste af Ariovistus' 120.000 mænd blev dræbt. Han og det, der var tilbage af hans tropper, flygtede og krydsede Rhinen, og engagerede aldrig Rom i kamp igen. Sveberne, der havde slået lejr nær Rhinen, vendte hjem. Cæsar var sejrrig. På et år havde han besejret to af Roms mest frygtede fjender. Efter denne hektiske sæson af militærkampagner vendte han tilbage til Transalpine Gallien for at tage sig af de ikke-militære aspekter af sin guvernørrolle. På dette tidspunkt er det muligt, at han allerede havde besluttet at erobre hele Gallien.

## Historieforskning
Der eksisterer meget få kilder om gallerkrigerne. Gallerne nedskrev ikke deres folks historie (eller også er disse gået tabt i tidens løb), hvorfor der ikke eksisterer gallisk perspektiv. Julius Cæsars skrifter er stadig den primære kilde til information, hvilket komplicerer historikernes arbejde, da de antages at være partiske til hans fordel. Kun en håndfuld andre samtidige værker henviser til konflikten, men ingen af disse er så dybdegående som Cæsars – og de fleste bygger på Cæsars beretning. Det er dog sikkert, at han erobrede Gallien. De specifikke detaljerne er dog mere uklare.

### Commentarii
Den primære samtidige kilde til konflikten er Julius Cæsars "Commentarii de Bello Gallico", som stort set blev anset for sandfærdig og nøjagtig indtil det 20. århundrede. Så sent som i 1908 skrev historikeren Camille Jullian en omfattende historie om Gallien og tog Cæsars beretning for ufejlbarlig. Men efter Anden Verdenskrig begyndte historikere at tvivle på, om Cæsars påstande holdt vand.
Historikeren David Henige sætter spørgsmålstegn ved de angivne befolknings- og krigertal. Cæsar hævder, at han kunne estimere helvetiernes befolkning, fordi der i deres lejr var en folketælling skrevet på græsk på tavler, som angav 263.000 helvetiere og 105.000 allierede, hvoraf præcis en fjerdedel (92.000) var krigere. Men Henige påpeger, at en sådan folketælling ville have været vanskelig for gallerne at gennemføre, at det ikke gav nogen mening at nedskrive den på græsk af stammer der ikke talte græsk, og at det ville have været en monumental bedrift at transportere så store mængder sten- eller trætavler under deres migration. Henige finder det mærkeligt bekvemt, at præcis en fjerdedel var krigere, hvilket tyder på, at tallene mere sandsynligt blev overdrevet af Cæsar, fremfor at stamme fra en folketælling. Samtidige forfattere estimerede også, at befolkningen blandt helvetierne og deres allierede var lavere; Livius anslog, at der var i alt 157.000 (selvom Henige stadig mener, at dette tal er unøjagtigt). Den tyske historiker Hans Delbrück (1848-1929) anslog, at der højst var 20.000 migrerende helvetiere, hvoraf 12.000 var krigere. Gilliver mener, at der ikke har været mere end 50.000 helvetiere og allierede.
I løbet af kampagnen mod usipetere og tenkterer fremsætter Cæsar den utrolige påstand, at romerne angreb en lejr på 430.000, at deres sejr var total, at de ikke mistede en eneste soldat, og at stammerne – efter at have tabt – begik masse selvmord. Henige finder hele denne historie umulig. Der gør Ferdinand Lot, der skrev i 1947, også. Lot var en af de første moderne forfattere, der direkte stillede spørgsmålstegn ved rigtigheden af disse tal og fandt en styrke på 430.000 ubegribelig for tiden. Gilliver betragter også 430.000 som absurd, men bemærker, at romerne sandsynligvis dræbte titusinder, og finder påstanden om nul romerske tab mulig. Ikke desto mindre var selve handlingen med at tilintetgøre en ikke-krigerisk lejr usædvanlig brutal – selv efter romerske standarder. Ben Kiernan – selvom han bemærker, at 430.000 var overdrevet – accepterer ellers Cæsars beretning og beskriver handlingen som folkemord.
I sidste ende ser moderne forskere Commentarii som et meget klogt stykke propaganda skrevet af Cæsar, som var designet til at få Cæsar til at fremstå større end han var. Henige bemærker, at Cæsars saglige tone og letlæselige skrivestil gjorde det endnu lettere at acceptere hans uhyrlige påstande. Han søgte at fremstille sin kamp som et retfærdigt forsvar mod gallernes brutalitet (hvilket var vigtigt, da Cæsar havde været aggressoren i modsætning til hans påstande). Ved at få det til at se ud som om han havde vundet mod overvældende odds og lidt minimale tab, forstærkede han yderligere troen på, at han – og romerne – var beskyttet af guderne og bestemt til at vinde over de hedenske barbarer i Gallien. Samlet set konkluderer Henige, at "Julius Cæsar må betragtes som en af historiens tidligste – og mest varigt succesfulde – 'spin-doktorer'." Gilliver kalder også Cæsar en "spin-doktor" og bemærker yderligere, at han indså vigtigheden af at opbygge en fortælling, som kunne sælges i Rom.
Historikeren Kurt Raaflaub hævder, i modsætning til Henige og Gilliver, at Cæsars kampagne faktisk ikke var usædvanlig brutal sammenlignet med samtidens standarder – selvom den kan virke grusom efter moderne standarder. Raaflaub bemærker, at Cæsar generelt forsøgte at undgå kamp, hvor det ikke var nødvendigt, og forsøgte at være mere lempelig end de fleste generaler på hans tid. Uanset om det er sandt eller ej, virker det som om Cæsar gjorde sig store anstrengelser for at fremstå som moralsk overlegen. Dette gav Cæsar mulighed for at sammenligne sig selv positivt med de "barbariske" galler og fremstille sig selv – som Raaflaub påpeger – som den "perfekte romerske borger". Raaflaub hævder, at Cæsars værk bestemt er fuld af propaganda, men at det indeholder mere sandhed end de fleste forfattere tror. Frem for alt argumenterer han for, at det viser, hvordan Cæsar opfattede sig selv, og hvordan han mente, at en leder burde herske. Raaflaub bemærker, at Cæsars undertvingelse af gallerne ville være blevet modtaget positivt hjemme i Rom og betragtet som en retfærdig fred.

## I litterære værker
Julius Cæsars Commentarii de Bello Gallico (Gallerkrigen) er et af de bedst bevarede eksempler på simpel og uudsmykket latinsk prosa. Det er derfor blevet et intensivt studieobjekt for latinister og er en af de klassiske prosatekster, der traditionelt indgår i den grundlæggende moderne latinundervisning. Værket indledes med den ofte citerede sætning "Gallia est omnis divisa in partes tres", hvilket betyder "Hele Gallien er opdelt i tre dele". Indledningen er verdensberømt for sit overblik over Gallien. Gallerkrigene er blevet et populært tema i moderne historisk fiktion, især i Frankrig og Italien. Derudover finder tegneserien Astérix sted kort efter Gallerkrigene, hvor hovedpersonens landsby er den sidste bastion i Gallien mod Cæsars legioner.

### Moderne litteratur
- Adema, Suzanne (2017). Speech and Thought in Latin War Narratives. Brill. doi:10.1163/9789004347120. ISBN 978-90-04-34712-0.
- Albrecht, Michael von (1994). Geschichte der römischen Literatur Band 1 (History of Roman Literature, Volume 1) (2nd udgave). ISBN 342330099X.
- Broughton, Thomas Robert Shannon (1951). The Magistrates of the Roman Republic: Volume II 99 B.C.–31 B.C. New York: American Philogical Association. ISBN 978-0891308126.
- Cendrowicz, Leo (19. november 2009). "Asterix at 50: The Comic Hero Conquers the World". Time. Arkiveret fra originalen 8. september 2014. Hentet 7. september 2014.
- Chrissanthos, Stefan (2019). Julius and Caesar. Baltimore, MD: Johns Hopkins University Press. ISBN 978-1-4214-2969-4. OCLC 1057781585.
- Crawford, Michael H. (1974). Roman Republican coinage. London: Cambridge University Press. ISBN 0-521-07492-4. OCLC 1288923.
- Dodge, Theodore Ayrault (1997). Caesar. New York: Da Capo Press. ISBN 978-0-306-80787-9.
- Delbrück, Hans (1990). History of the art of war. Lincoln: University of Nebraska Press. s. 475. ISBN 978-0-8032-6584-4. OCLC 20561250. Arkiveret fra originalen 2020-11-25.
- Delestrée, Louis-Pol (2004). Nouvel atlas des monnaies gauloises. Saint-Germain-en-Laye: Commios. ISBN 2-9518364-0-6. OCLC 57682619.
- Ezov, Amiram (1996). "The 'Missing Dimension' of C. Julius Caesar". Historia. Franz Steiner Verlag. 45 (1): 64-94. JSTOR 4436407.
- Fuller, J. F. C. (1965). Julius Caesar: Man, Soldier, and Tyrant. London: Hachette Books. ISBN 978-0-306-80422-9.
- Fields, Nic (juni 2014). "Aftermath". Alesia 52 BC: The final struggle for Gaul (Campaign). Osprey Publishing.
- Fields, Nic (2010). Warlords of Republican Rome: Caesar versus Pompey. Philadelphia: Casemate. ISBN 978-1-935149-06-4. OCLC 298185011.
- Gauthier, François (2015). Financing war in the Roman republic: 201 BCE–14 CE (Afhandling). McGill University. Hentet 2023-07-01.
- Gilliver, Catherine (2003). Caesar's Gallic wars, 58–50 BC. New York: Routledge. ISBN 978-0-203-49484-4. OCLC 57577646.
- Goldsworthy, Adrian (2007). Caesar, Life of a Colossus. London: Orion Books. ISBN 978-0-300-12689-1.
- Goldsworthy, Adrian Keith (2016). In the name of Rome : the men who won the Roman Empire. New Haven. ISBN 978-0-300-22183-1. OCLC 936322646.
- Grant, Michael (1974) [1969]. Julius Caesar. London: Weidenfeld and Nicolson.
- Grillo, Luca; Krebs, Christopher B., red. (2018). The Cambridge Companion to the Writings of Julius Caesar. Cambridge, UK. ISBN 978-1-107-02341-3. OCLC 1010620484.
- Heather, Peter (2009). "Why Did the Barbarian Cross the Rhine?". Journal of Late Antiquity. Johns Hopkins University Press. 2 (1): 3-29. doi:10.1353/jla.0.0036. S2CID 162494914. Hentet 2. september 2020.
- Henige, David (1998). "He came, he saw, we counted : the historiography and demography of Caesar's gallic numbers". Annales de Démographie Historique. 1998 (1): 215-242. doi:10.3406/adh.1998.2162. Arkiveret fra originalen 2020-11-11.
- Herzfeld, Hans (1960). Geschichte in Gestalten: Ceasar. Stuttgart: Steinkopf. ISBN 3-7984-0301-5. OCLC 3275022.
- Keppie, Lawrende (1998). The Making of the Roman Army. University of Oklahoma. s. 97. ISBN 978-0-415-15150-4.
- Lord, Carnes (2012a). Proconsuls: Delegated Political-Military Leadership from Rome to America Today. Cambridge University Press. ISBN 978-0-521-25469-4.
- Luibheid, Colm (april 1970). "The Luca Conference". Classical Philology. 65 (2): 88-94. doi:10.1086/365589. ISSN 0009-837X. S2CID 162232759.
- Matthew, Christopher Anthony (2009). On the Wings of Eagles: The Reforms of Gaius Marius and the Creation of Rome's First Professional Soldiers. Cambridge Scholars Publishing. ISBN 978-1-4438-1813-1.
- McCarty, Nick (2008). Rome: The Greatest Empire of the Ancient World. Carlton Books. ISBN 978-1-4042-1366-1.
- Taylor, Michael J (2019). "Tactical reform in the late Roman republic: the view from Italy". Historia. 68 (1): 76-94. doi:10.25162/historia-2019-0004. ISSN 0018-2311. S2CID 165437350.
- von Ungern-Sternberg, Jurgen (2014). "The Crisis of the Republic".  I Flower, Harriet (red.). The Cambridge Companion to the Roman Republic (2nd udgave). Cambridge University Press. doi:10.1017/CCOL0521807948. ISBN 978-1-139-00033-8.
- "The Roman Decline". Empires Besieged. Amsterdam: Time-Life Books Inc. 1988. s. 38. ISBN 0705409740.
- Walter, Gérard (1952). Caesar: A Biography. Oversat af Craufurd, Emma. New York: Charles Scribner’s Sons. OCLC 657705.